# Pape M'Bow
Pape Daouda M'Bow (Guédiawaye, 22 de maio de 1988) é um futebolista senegalês que atua como zagueiro e volante. Atualmente, defende o Atromitos.

## Títulos
Olympique de Marseille
- Copa da Liga Francesa: 2009-10
- Campeonato Francês: 2009-10
- Supercopa da França: 2010